# أرسطو المنحول
أرسطو المنحول هو لفظ يشير إلى الكتب التي نسبت للفيلسوف أرسطوطاليس، لكن هي في الواقع منحولة عليه.
أبرز الكتب في هذا الباب هي:
- أثولوجيا أو الربوبية.[1]
- سر الأسرار.[2]
- الإيضاح في الخير المحض.[3]
- كتاب خصائص العناصر.